# Équipe cycliste Nippo-Vini Fantini-Faizanè
L'équipe cycliste Nippo-Vini Fantini-Faizanè est une équipe cycliste italienne active entre 2008 et 2019. Durant son existence, elle court avec une licence d'équipe continentale professionnelle. Elle participe aux épreuves de l'UCI Europe Tour, ainsi qu'à des courses du World Tour pour lesquelles elle bénéficie d'invitations.
Elle ne doit pas être confondue avec l'équipe Vini Fantini de la saison 2013.

## Histoire de l'équipe
Fin 2010, l'équipe japonaise Nippo créée la même année, est dissoute. Le sponsor Nippo s'associe à l'équipe CDC-Cavaliere pour former en 2011 la formation italienne D'Angelo & Antenucci-Nippo. L'équipe devient l'année suivante Nippo, puis en 2013 Nippo-De Rosa, toutes les deux sous licence japonaise. En 2015, l'équipe devient Nippo-Vini Fantini sous licence italienne.
En juillet 2019, il est annoncé sa disparition à la fin de la saison en raison des nouvelles réformes mises en œuvre par l'UCI en 2020. Le sponsor Nippo reste dans le milieu du cyclisme en sponsorisant l'équipe française Nippo Delko One Provence.

## Dopage
En février 2012, le tribunal antidopage du Comité olympique national italien prononce à l'encontre de Danilo Andrenacci une suspension de deux ans, prenant fin le 19 décembre 2013, en raison d'un contrôle antidopage positif à l'EPO, lors du Trophée Melinda en août 2011.
Le 21 décembre 2017, Pierpaolo De Negri est contrôlé positif aux stéroïdes anabolisants. Il est provisoirement suspendu par l'Union Cycliste Internationale en attente de l'analyse de l'échantillon B. Il justifie son contrôle anormal par une forte consommation de viande de sanglier, même si les quantités de viande à ingérer nécessaires pour atteindre une positivité sont considérables et non compatibles avec la nutrition d'un sportif. Le 4 novembre 2019, pratiquement deux ans plus tard, il est finalement suspendu quatre ans avec effet rétroactif par l'UCI, soit jusqu'au 7 février 2022.

## Principales victoires

### Championnats internationaux
- Championnats panaméricains
  - Course en ligne : 2012 (Maximiliano Richeze)

### Courses d'un jour
- GP de l'industrie et de l'artisanat de Larciano : Daniele Callegarin (2009)
- Grand Prix de la côte étrusque : Grega Bole (2016)
- Volta Limburg Classic : Marco Canola (2017)
- Grand Prix de Lugano : Iuri Filosi (2017)
- Japan Cup : Marco Canola (2017)
- Coppa Sabatini : Juan José Lobato (2018)

### Courses par étapes
- Cinturó de l'Empordà : Luca Zanasca (2008)
- Tour de Serbie : Davide Torosantucci (2009), Luca Ascani (2010)
- Course de Solidarnosc et des Champions Olympiques : Artur Krol (2009)
- Grand Prix Cycliste de Gemenc : Zsolt Der (2009)
- Tour de Kumano : Fortunato Baliani (2011 et 2012), Julián Arredondo (2013)
- Brixia Tour : Fortunato Baliani (2011)
- Tour de Hokkaido : Miguel Ángel Rubiano (2011), Maximiliano Richeze (2012), Riccardo Stacchiotti (2015), Filippo Zaccanti (2019)
- Tour du Japon : Fortunato Baliani (2012 et 2013)
- Tour de Langkawi : Julián Arredondo (2013)
- Tour d'Estonie : Eduard-Michael Grosu (2014)
- Tour de Chine I : Daniele Colli (2015)
- Tour de Corée : Grega Bole (2016), Filippo Zaccanti (2019)
- Tour de Xingtai : Damiano Cima (2018)
- Tour d'Okinawa : Alan Marangoni (2018)

### Championnats nationaux
- Championnats du Japon sur route : 2
  - Course en ligne espoirs : 2013 (Tanzō Tokuda)
  - Contre-la-montre espoirs : 2014 (Manabu Ishibashi)

## Résultats sur les grands tours
- Tour d'Italie
  - 3 participations (2015, 2016, 2019)
  - 0 victoire d'étape
  - 0 classement annexe

## Classements UCI
L'équipe participe aux circuits continentaux et principalement à des épreuves de l'UCI Europe Tour. Les tableaux ci-dessous présentent les classements de l'équipe sur les différents circuits, ainsi que son meilleur coureur au classement individuel.
UCI Africa Tour
| Saison | Classement par équipes | Meilleur coureur au classement individuel |
| ------ | ---------------------- | ----------------------------------------- |
| 2011   | 13e                    | Bernardo Riccio (79e)                     |
| 2013   | 13e                    | Fortunato Baliani (76e)                   |
| 2014   | 20e                    | Willie Smit (102e)                        |

UCI America Tour
| Saison | Classement par équipes | Meilleur coureur au classement individuel |
| ------ | ---------------------- | ----------------------------------------- |
| 2008   | 31e                    | Miguel Ángel Rubiano (137e)               |
| 2011   | 14e                    | Miguel Ángel Rubiano (71e)                |
| 2012   | 5e                     | Maximiliano Richeze (2e)                  |
| 2015   | 44e                    | Nicolas Marini (336e)                     |
| 2016   | 47e                    | Damiano Cunego (441e)                     |
| 2017   | 30e                    | Marco Canola (96e)                        |
| 2018   | 42e                    | Ivan Santaromita (413e)                   |

UCI Asia Tour
| Saison | Classement par équipes | Meilleur coureur au classement individuel |
| ------ | ---------------------- | ----------------------------------------- |
| 2008   | 36e                    | Muradjan Khalmuratov (98e)                |
| 2011   | 10e                    | Miguel Ángel Rubiano (34e)                |
| 2012   | 7e                     | Maximiliano Richeze (9e)                  |
| 2013   | 2e                     | Julián Arredondo (1er)                    |
| 2014   | 8e                     | Grega Bole (7e)                           |
| 2015   | 4e                     | Nicolas Marini (12e)                      |
| 2016   | 6e                     | Grega Bole (54e)                          |
| 2017   | 5e                     | Marco Canola (6e)                         |
| 2018   | 9e                     | Hideto Nakane (21e)                       |

UCI Europe Tour
| Saison | Classement par équipes | Meilleur coureur au classement individuel |
| ------ | ---------------------- | ----------------------------------------- |
| 2008   | 37e                    | Daniele Callegarin (128e)                 |
| 2009   | 12e                    | Daniele Callegarin (21e)                  |
| 2010   | 56e                    | Luca Ascani (250e)                        |
| 2011   | 17e                    | Fortunato Baliani (28e)                   |
| 2012   | 59e                    | Maximiliano Richeze (82e)                 |
| 2013   | 70e                    | Leonardo Pinizzotto (271e)                |
| 2014   | 24e                    | Grega Bole (19e)                          |
| 2015   | 41e                    | Damiano Cunego (74e)                      |
| 2016   | 29e                    | Grega Bole (81e)                          |
| 2017   | 13e                    | Marco Canola (13e)                        |
| 2018   | 9e                     | Marco Canola (21e)                        |
| 2019   | 24e                    | Nicola Bagioli (246e)                     |

UCI Oceania Tour
| Saison | Classement par équipes | Meilleur coureur au classement individuel |
| ------ | ---------------------- | ----------------------------------------- |
| 2016   | 11e                    | Damiano Cunego (102e)                     |

En 2016, le Classement mondial UCI qui prend en compte toutes les épreuves UCI est mis en place parallèlement à l'UCI World Tour et aux circuits continentaux. Il concerne toutes les équipes UCI.
| Saison | Classement par équipes | Meilleur coureur au classement individuel |
| ------ | ---------------------- | ----------------------------------------- |
| 2016   | -                      | Grega Bole (138e)                         |
| 2017   | -                      | Marco Canola (54e)                        |
| 2018   | -                      | Marco Canola (91e)                        |
| 2019   | 44e                    | Nicola Bagioli (300e)                     |

## Nippo-Vini Fantini-Faizanè en 2019
| Cycliste         | Date de naissance | Nationalité | Équipe 2018                               |  |
| ---------------- | ----------------- | ----------- | ----------------------------------------- |  |
| Rubén Acosta     | 20 août 1996      | Colombie    | Bicicletas Strongman-Colombia Coldeportes |  |
| Nicola Bagioli   | 19 février 1995   | Italie      | Nippo-Vini Fantini                        |  |
| Joan Bou         | 16 janvier 1997   | Espagne     | Nippo-Vini Fantini                        |  |
| Marco Canola     | 26 décembre 1988  | Italie      | Nippo-Vini Fantini                        |  |
| Damiano Cima     | 13 septembre 1993 | Italie      | Nippo-Vini Fantini                        |  |
| Imerio Cima      | 29 octobre 1997   | Italie      | Nippo-Vini Fantini                        |  |
| Sho Hatsuyama    | 17 août 1988      | Japon       | Nippo-Vini Fantini                        |  |
| Masakazu Ito     | 12 juin 1988      | Japon       | Nippo-Vini Fantini                        |  |
| Juan José Lobato | 30 décembre 1988  | Espagne     | Nippo-Vini Fantini                        |  |
| Giovanni Lonardi | 9 novembre 1996   | Italie      | Zalf Euromobil Désirée Fior               |  |
| Moreno Moser     | 25 décembre 1990  | Italie      | Astana                                    |  |
| Hideto Nakane    | 2 mai 1990        | Japon       | Nippo-Vini Fantini                        |  |
| Hiroki Nishimura | 20 octobre 1994   | Japon       | Nippo-Vini Fantini                        |  |
| Alejandro Osorio | 28 mai 1998       | Colombie    | GW-Shimano                                |  |
| Ivan Santaromita | 30 avril 1984     | Italie      | Nippo-Vini Fantini                        |  |
| Hayato Yoshida   | 19 mai 1989       | Japon       | Nippo-Vini Fantini                        |  |
| Filippo Zaccanti | 12 septembre 1995 | Italie      | Nippo-Vini Fantini                        |  |

## Saisons précédentes
- Nippo-Vini Fantini en 2015
- Nippo-Vini Fantini en 2016
- Nippo-Vini Fantini en 2017
- Nippo-Vini Fantini-Europa Ovini en 2018